# Ray-sur-Saône
Ray-sur-Saône är en kommun i departementet Haute-Saône i regionen Bourgogne-Franche-Comté i östra Frankrike. Kommunen ligger i kantonen Dampierre-sur-Salon som tillhör arrondissementet Vesoul. År 2022 hade Ray-sur-Saône 211 invånare.

## Befolkningsutveckling
Antalet invånare i kommunen Ray-sur-Saône
| Referens: INSEE |